# Harold Brown
Harold Vernon Brown, detto Hal (2 ottobre 1923 – Evansville, 15 settembre 1980), è stato un cestista e allenatore di pallacanestro statunitense, professionista nella BAA e nella PBLA.